# إدوارد هاردويك
إدوارد هاردويك (بالإنجليزية: Edward Hardwicke)‏ هو ضابط وممثل بريطاني، ولد في 7 أغسطس 1932 بلندن في المملكة المتحدة، وتوفي في 16 مايو 2011 بتشيتشستر في المملكة المتحدة بسبب سرطان.

## أعمال

### أفلام
- (1998) إليزابيث[15]
- (1999) مريم - والدة يسوع
- (2001) إنيغما[16]
- (2003) الحب الحقيقي

## وصلات خارجية
- إدوارد هاردويك على موقع IMDb (الإنجليزية)
- إدوارد هاردويك على موقع روتن توميتوز (الإنجليزية)
- إدوارد هاردويك على موقع ألو سيني (الفرنسية)
- إدوارد هاردويك على موقع ميوزك برينز (الإنجليزية)
- إدوارد هاردويك على موقع أول موفي (الإنجليزية)
- إدوارد هاردويك على موقع قاعدة بيانات الأفلام السويدية (السويدية)
- إدوارد هاردويك على موقع إن إن دي بي (الإنجليزية)
- إدوارد هاردويك على موقع ديسكوغز (الإنجليزية)
- إدوارد هاردويك على موقع قاعدة بيانات الفيلم (الإنجليزية)
- إدوارد هاردويك على موقع كينوبويسك (الروسية)